# Laudakia microlepis
Laudakia microlepis är en ödleart som beskrevs av  Blanford 1874. Laudakia microlepis ingår i släktet Laudakia och familjen agamer. IUCN kategoriserar arten globalt som livskraftig.

## Underarter
Arten delas in i följande underarter:
- L. m. microlepis
- L. m. triannulata